# Susan Hayward
Pour les articles homonymes, voir Hayward.
Ne doit pas être confondu avec Susan Heyward.
Susan Hayward, de son vrai nom Edythe Marrenner, est une actrice américaine née le 30 juin 1917 à New York, États-Unis et morte le 14 mars 1975 à Hollywood, Californie, États-Unis.

## Biographie

### Débuts

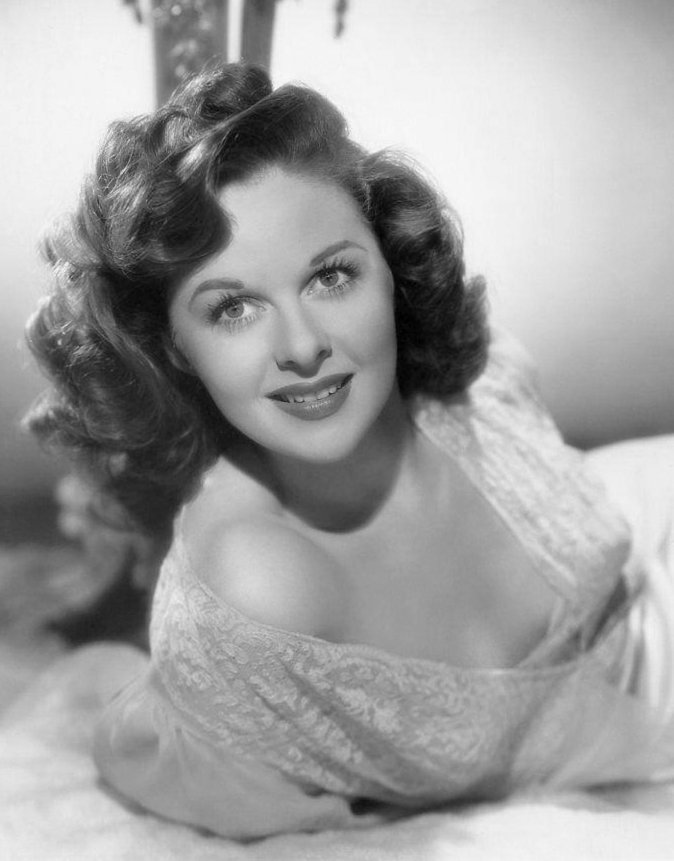
Susan Hayward en 1944

Issue d’un milieu ouvrier du quartier de Brooklyn à New York, Edythe Marrener est née de parents d’origines irlandaise et suédoise. Cadette de trois enfants, elle grandit dans la pauvreté. Après des études dans une école commerciale et divers petits boulots, elle se lance dans le mannequinat avec succès, sa chevelure rousse lui ouvrant rapidement les pages des revues féminines.
Le réalisateur George Cukor la remarque sur une couverture de magazine et lui fait faire un bout d’essai pour le rôle de Scarlett O'Hara d’Autant en Emporte le Vent ; elle n'est néanmoins pas retenue. Elle décroche son premier contrat à la Warner Bros. qui lui donne le pseudonyme de Susan Hayward. C'est un passage rapide au studio, où elle ne fait que de la figuration et quelques petits rôles. 
Elle joue par la suite des personnages plus importants pour une autre major, la Paramount Pictures. Dès son arrivée au studio, elle tourne Beau Geste, film d’aventure sur la légion étrangère, aux côtés de Gary Cooper et Ray Milland. Elle obtient des seconds rôles intéressants notamment dans la super production Les Naufrageurs des mers du Sud de Cecil B. DeMille, et dans la comédie Ma femme est une sorcière de René Clair. Pourtant, se sentant sous-employée par la Paramount, elle ne renouvelle pas son contrat et signe avec un producteur indépendant, Walter Wanger, en 1946.

### Consécration

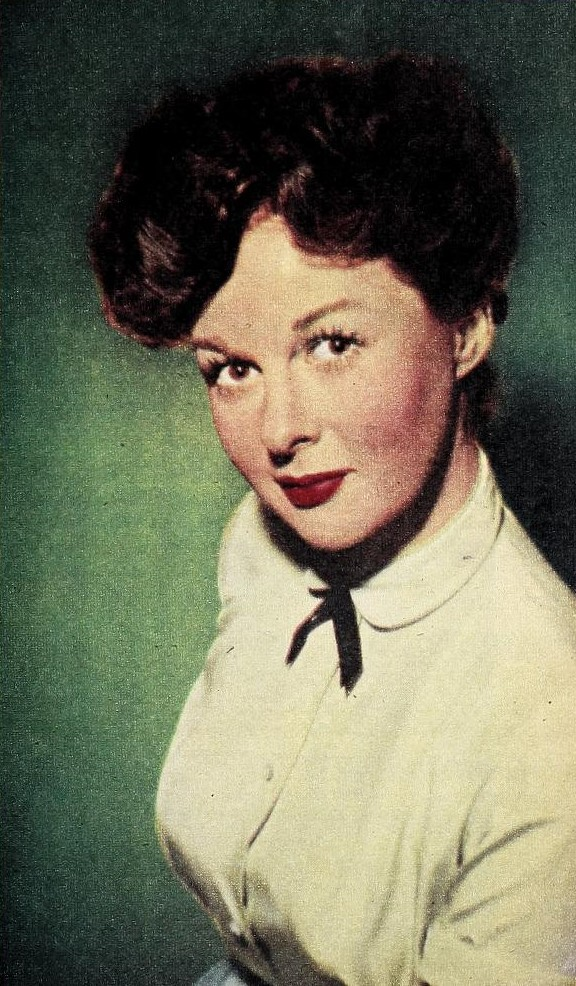
Susan Hayward en 1955.

Elle devient ensuite une habituée des films de Joseph Mankiewicz, Henry King, Edward Dmytryk et surtout Henry Hathaway. Elle tourne avec Gregory Peck dans David et Bethsabée et Les Neiges du Kilimandjaro de Henry King. Elle y joue des rôles difficiles qui lui valent le salut de la critique. Elle joue ainsi la femme dépressive du président Andrew Jackson dans The President's Lady (1953). Son interprétation de l'actrice alcoolique Lillian Roth dans Une femme en enfer (1955) lui vaut le prix d'interprétation féminine au festival de Cannes 1956, et elle reçoit l'Oscar de la meilleure actrice en 1959 pour son rôle de la meurtrière Barbara Graham dans Je veux vivre !.

### Vie privée
Elle a deux enfants (jumeaux) d'un premier mariage en 1944 avec l'acteur Jess Barker qui s'achève par un divorce en 1954. En 1957, elle épouse un homme d'affaires de Géorgie, Eaton Chalkley. Le couple se convertit au catholicisme en 1964 ; Chalkley meurt en 1966.

### Décès
Souffrant d'un cancer du cerveau découvert en 1973, Susan Hayward décède chez elle d'une attaque en 1975 à l'âge de cinquante-sept ans.
L'actrice a été exposée, comme le reste de l'équipe de tournage (dont John Wayne) à des retombées radioactives pendant le tournage du film Le Conquérant, en 1953: les scènes d'extérieur avaient été tournées pendant trois mois dans un désert de l'Utah, à Saint George, terrain des essais en atmosphère de bombes atomiques de l'armée américaine. Sur les 220 personnes de la production du film, 91 ont développé avant 1981 une forme de cancer ; 46 en sont morts, dont cinq acteurs du film : Susan Hayward, John Wayne, Agnes Moorehead, Pedro Armendáriz, John Hoytet le réalisateur Dick Powell. De fortes présomptions lient donc ce tournage et son cancer, cause indirecte de sa mort.
Susan Hayward a son étoile sur le Hollywood Walk of Fame.

## Filmographie

### Actrice

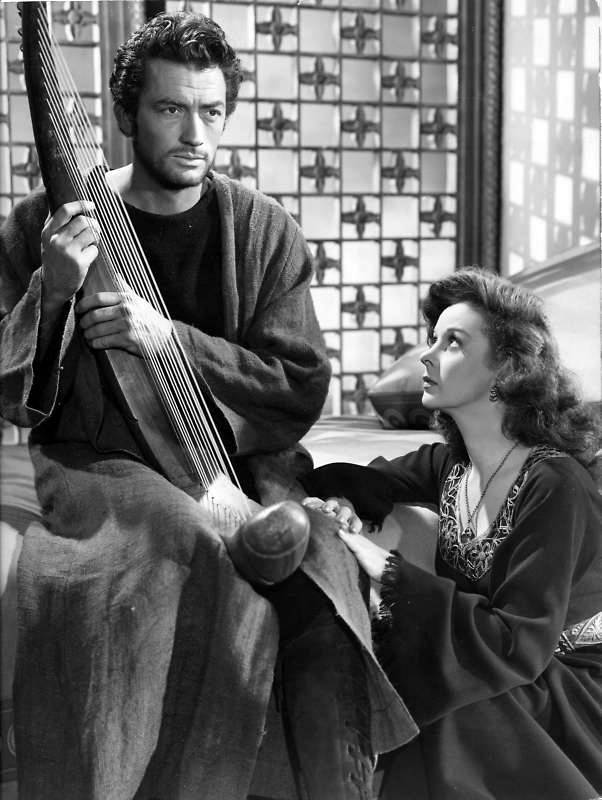
Gregory Peck et Susan Hayward dans David et Bethsabée en 1951

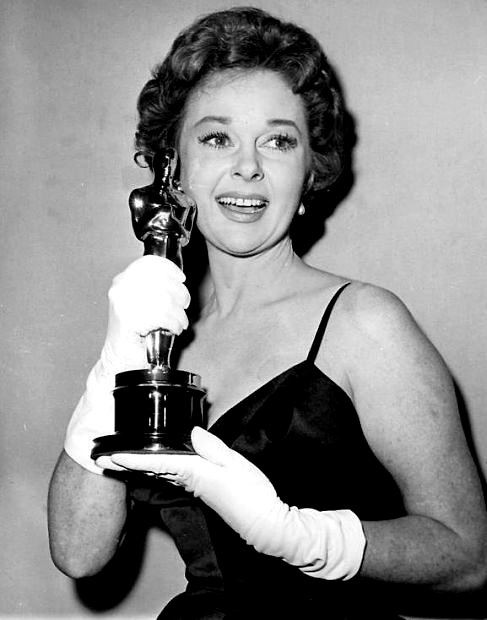
Susan Hayward recevant l'Oscar de la meilleure actrice en 1959 pour Je veux vivre !

- 1938 : Hollywood Hotel : Une starlette à table
- 1938 : Le Mystérieux Docteur Clitterhouse (The Amazing Dr Clitterhouse) d'Anatole Litvak : une patiente (scènes supprimées)
- 1938 : Campus Cinderella de Noel M. Smith : Co-Ed
- 1938 : Nuits de bal (The Sisters) d'Anatole Litvak : Une opératrice
- 1938 : Jeunes filles en surveillance (Girls on Probation) de William C. McGann
- 1938 : Comet Over Broadway de Busby Berkeley : non créditée
- 1939 : Beau Geste de William A. Wellman : Isobel Rivers
- 1939 : Our Leading Citizen d'Alfred Santell : Judith Schofield
- 1939 : $1000 a Touchdown de James Patrick Hogan : Betty McGlen
- 1941 : La Famille Stoddard (Adam Had Four Sons) de Gregory Ratoff : Hester Stoddard
- 1941 : Sis Hopkins de Joseph Santley : Carol Hopkins
- 1941 : Among the Living de Stuart Heisler : Millie Pickens
- 1942 : Les Naufrageurs des mers du Sud (Reap the Wild Wind) de Cecil B. DeMille : Drusilla Alston
- 1942 : La Fille de la forêt (The Forest Rangers) de George Marshall : Tana 'Butch' Mason
- 1942 : Ma femme est une sorcière (I married a witch) de René Clair : Estelle Masterson
- 1942 : Au pays du rythme (Star Spangled Rythm) de George Marshall : Apparition
- 1943 : Young and Willing d'Edward H. Griffith : Kate Benson
- 1943 : Hit Parade of 1943 d'Albert S. Rogell : Jill Wright
- 1943 : La Vie aventureuse de Jack London (Jack London) de Alfred Santell : Charmian Kittredge
- 1944 : Alerte aux marines (The Fighting Seabees) de Howard Lydeeker et Edward Ludwig : Constance Chesley
- 1944 : Skirmish on the Home Front  (court métrage) : Molly Miller
- 1944 : The Hairy Ape de Alfred Santell : Mildred Douglas
- 1944 : Le bonheur est pour demain (And Now Tomorrow) de Irving Pichel : Janice Blair
- 1946 : Une nuit mouvementée (Deadline at Dawn) de Harold Clurman (en) : June Goth
- 1946 : Le Passage du canyon (Canyon passage) de Jacques Tourneur : Lucy Overmire
- 1947 : Une vie perdue (Smash-Up, the Story of a Woman) de Stuart Heisler : Angelica Evans Conway
- 1947 : Ils ne voudront pas me croire (They Won't Believe Me) d'Irving Pichel : Verna Carlson
- 1947 : Moments perdus (The Lost Moment) de Martin Gabel : Tina Bordereau
- 1948 : Le Sang de la terre (Taps Roots) de George Marshall : Morna Dabney
- 1948 : The Saxon Charm de Claude Binyon : Janet Busch
- 1949 : Tulsa (Tulsa) de Stuart Heisler : Cherokee Lansing
- 1949 : La Maison des étrangers (House of the stangers) de Joseph L. Mankiewicz : Irene Bennett
- 1949 : Tête folle (My foolish Heart), de Mark Robson : Eloise Winters
- 1951 : L'Épreuve du bonheur (I'd climb the Highest Mountain) de Henry King : Mary Elizabeth Eden Thompson
- 1951 : L'Attaque de la malle-poste (Rawhide) de Henry Hathaway : Vinnie Holt
- 1951 : Vendeur pour dames (I Can Get It for You Wholesale) de Michael Gordon : Harriet Boyd
- 1951 : David et Bethsabée (David and Bathsheba) de Henry King : Bethsabée
- 1952 : Un refrain dans mon cœur (With a Song in My Heart) de Walter Lang: Jane Froman
- 1952 : Les Neiges du Kilimandjaro (The Snows of Kilimanjaro) de Henry King : Helen
- 1952 : Les Indomptables (The Lusty Men) de Nicholas Ray : Louise Merritt
- 1953 : Le Général invincible (The president's Lady ) de Henry Levin : Rachel Donaldson
- 1953 : La Sorcière blanche (White witch doctor) de Henry Hathaway : Ellen Burton
- 1954 : Les Gladiateurs (Demitrius and the gladiateur) de Delmer Daves : Messaline
- 1954 : Le Jardin du diable (Garden of devil) de Henry Hathaway : Leah Fuller
- 1955 : Tant que soufflera la tempête (Untamed) de Henry King : Kathie O'Neill
- 1955 : Le Rendez-vous de Hong Kong (Soldier of fortune) de Edward Dmytryk : Jane Hoyt
- 1955 : Une femme en enfer (I'll Cry Tomorrow) de Daniel Mann : Lillian Roth
- 1956 : Le Conquérant (The Conqueror) de Dick Powell : Bortai
- 1957 : Affaire ultra-secrète (Top Secret Affair) de Henry C. Potter : Dorothy 'Dottie' Peale
- 1958 : Je veux vivre ! (I Want to Live !) de Robert Wise : Barbara Graham
- 1959 : Caravane vers le soleil (Thunder in the Sun) de Russell Rouse : Gabrielle Dauphin
- 1959 : La Ferme des hommes brûlés (Woman Obsessed) de Henry Hathaway : Mary Sharron
- 1961 : The Marriage-Go-Round de Walter Lang : Content Delville
- 1961 : Le troisième homme était une femme (Ada) de Daniel Mann : Ada Gillis
- 1961 : Histoire d'un amour (Back street) de David Miller : Rae Smith
- 1962 : Choc en retour (I thank a fool) de Robert Stevens : Christine Allison
- 1963 : Les Heures brèves (Stolen Hours) de Daniel Petrie : Laura Pember
- 1964 : Rivalités (Where love as gone) de Edward Dmytryk : Valérie Hayden
- 1967 : Guêpier pour trois abeilles (The Honey Pot) de Joseph L. Mankiewicz : Mrs. Sheridan
- 1967 : La Vallée des poupées (Valley of the dolls) de Mark Robson : Helen Lawson
- 1967 : Think Twentieth (court métrage) : Elle-même
- 1972 : Say Goodbye, Maggie Cole de Jud Taylor (téléfilm) : Jessie Fitzgerald
- 1972 : La Poursuite sauvage (The Revengers) de Daniel Mann : Elizabeth Reilly
- 1972 : Heat of Anger de Don Taylor (téléfilm) : Jessie Fitzgerald
- 1981 : Sixty Years of Seduction - Documentaire TV
- 2001 : Cleopatra: The Film That Changed Hollywood - Documentaire TV - : Elle-même

## Récompenses et nominations

### Oscar
- 1948 : Nomination Meilleure actrice pour Une vie perdue
- 1950 : Nomination Meilleure actrice pour Tête folle
- 1953 : Nomination Meilleure actrice pour Un refrain dans mon cœur
- 1956 : Nomination Meilleure actrice pour Une femme en enfer
- 1958 : Meilleure actrice pour Je veux vivre !

### Golden Globes
- 1953 : Golden Globe de la meilleure actrice dans un film musical ou une comédie pour Un refrain dans mon cœur

### Festival de Cannes
- 1956 : Prix d'interprétation féminine pour Une femme en enfer